# Kay Worthington
Kay Worthington   (Toronto, 21 de desembre de 1959) és una exremadora canadenca que va competir durant les dècades de 1980 i 1990. Està casada amb el també remer Mike Teti.
Durant la seva carrera esportiva va prendre part en tres edicions dels Jocs Olímpics, el 1984 a Los Angeles, el 1988 a Seül i el 1992 a Barcelona. Els principals èxits els aconseguí als Jocs de Barcelona, on va guanyar la medalla d'or les proves del vuit amb timoner i quatre sense timoner del programa de rem.
El 2013 fou incorporada al Canada's Sports Hall of Fame.